# Arany János utca (stanice metra v Budapešti)
Arany János utca je stanice metra v Budapešti. Nachází se na lince M3, na jejím úseku II. B, otevřeném 30. prosince 1981. Nachází se v centru města, na křižovatce ulic Bajczy Zsilinszky utca a Arany János utca, severně od náměstí Deák Ferenc tér.
Arany János utca je podzemní, ražená stanice. Její nástupiště je ostrovní, založené 24 m pod zemí. Obě dvě boční lodě jsou spojené jedním velkým prostorem (na rozdíl od stanic v ostatních městech zde nemá střední loď klasickou podobu tunelu s klenutým stropem; neexistují prostupy mezi loděmi), jež podpírají sloupy kruhového půdorysu, rozmístěné celkem ve čtyřech řadách. Ze stanice vychází jeden výstup, a to po eskalátorovém tunelu do povrchového proskleného vestibulu.